# Oney Lorcan
Christopher „Chris” Girard (ur. 21 grudnia 1985 w Bostonie) – amerykański profesjonalny wrestler, obecnie występujący w federacji WWE w rozwojowym brandzie NXT pod pseudonimem ringowym Oney Lorcan. W przeszłości występował jako Biff Busick w federacjach Combat Zone Wrestling, Pro Wrestling Guerrilla, Top Rope Promotions, Chaotic Wrestling, Westside Xtreme Wrestling, EVOLVE i Dragon Gate USA. Jest byłym posiadaczem CZW World Heavyweight Championship.

## Kariera profesjonalnego wrestlera

### Wczesna kariera (2008–2012)
Gigard rozpoczął treningi w Killer Kowalski School of Pro Wrestling Chaotic Training Center w sierpniu 2008. Dwa lata później opuścił Chaotic Wrestling i przeprowadził się do Calgary, gdzie od września 2010 rozpoczął treningi w Storm Wrestling Academy u boku Lance'a Storma. Pod koniec 2010 przeprowadził się do San Antonio i kolejne treningi przeprowadzał Shoichi Funaki. Dwa lata później z powrotem przeprowadził się do Bostonu.

### Combat Zone Wrestling (2012–2015)
Busick zadebiutował w promocji Combat Zone Wrestling (CZW) podczas gali CZW Cerebral z 13 października 2012, gdzie podczas nietransmitowanej w telewizji walce dołączył do grupy The Front. W 2014 wziął udział w turnieju CZW Best of the Best XIII, gdzie pokonując Azrieala, Caleba Konleya i Chucka Taylora dotarł do finału, w którym pokonał go Drake Younger. Niedługo potem rozpoczął rywalizację z posiadaczem CZW World Heavyweight Championship Drewem Gulakiem. Podczas gali CZW To Infinity z 27 kwietnia przegrał z nim o mistrzostwo. Miesiąc później na gali CZW Proving Grounds zdołał pokonać Gulaka i odebrać mu CZW World Heavyweight Championship. Przez 161 dni bronił mistrzostwa w walkach z Dannym Havociem, Mikiem Baileyem, Dave’em Cristem i Chrisem Dickinsonem. Po walce z Dickinsonem jego znajomy z grupy The Front Sozio odwrócił się od niego i wyzwał do walki o mistrzostwo, które odebrał Busickowi. 11 Listopada, 2014, na CZW Cerebral, Busick wyzwał Sozio o tytuł w No Rope Barbed Wire match, ale został pokonany. Podczas gali CZW Cage of Death XVI, Busick wziął udział w four-way Cage of Death matchu o tytuł z Sozio, BLK Jeezem i Gulakiem, lecz tytuł zdobył Jeez.

### Evolve (2013–2015)
Busick zadebiutował w promocji Evolve podczas gali Evolve 23, gdzie wygrał four-way elimination match z Green Antem, Joshem Alexandrem i Maxwellem Chicago, tym samym awansując do turnieju Style Battle 2013. Na gali Evolve 24 został pokonany przez Drewa Gulaka w finale turnieju, lecz w rewanżu z gali Evolve 28 zdołał pokonać Gulaka. Od 10 do 16 listopada 2014 federacja WWNLive przeprowadzała cztery gale podczas dziesięciodniowego touru w Chinach. Busick zakończył podróż wygrywając dwie walki (z Timothym Thatcherem i Jodym Kristoffersonem) i przegrywając dwie kolejne (z Johnnym Gargano i Timem Thatcherem).

### Pro Wrestling Guerrilla (2014–2015)
29 sierpnia 2014 Busick zadebiutował w Pro Wrestling Guerrilla (PWG) i wziął udział w corocznym turnieju Battle of Los Angeles, lecz odpadł w pierwszej rundzie będąc pokonanym przez Rodericka Stronga; dzień później z Drew Gulakiem przegrał z ReDRagon (Bobbym Fishem i Kyle’em O’Reillym. Powrócił do PWG podczas show Untitled II, gdzie przegrał z Tommaso Ciampą. 27 lutego 2015 podczas gali From Out of Nowhere odniósł pierwsze zwycięstwo pokonując „Speedball” Mike’a Baileya, lecz kolejną porażkę odniósł podczas gali Don't Sweat the Technique z Brianem Cage’em. Wraz z Gulakiem wystartował w turnieju DDT4, lecz odpadli w pierwszej rundzie przegrywając z Ricochetem i Richem Swannem. Na gali Mystery Vortex III pokonał Timothy'ego Thatchera, lecz po walce został zaatakowany przez Mount Ruchmore 2.0 (Super Dragona i The Young Bucks). Wziął udział w turnieju Battle of Los Angeles 2015, gdzie w pierwszej rundzie pokonał Andrew Everetta. Dobę później on, Everett i Trevor Lee przegrali z Super Dragonem i The Young Bucks w pierwszym w historii sześcioosobowym drużynowym Guerrilla Warfare matchu. Jego ostatnią walką dla PWG była porażka z Chrisem Hero w drugiej rundzie turnieju BoLA.

### WWE

#### NXT (od 2015)
1 września 2015 ogłoszono, że Girard podpisał kontrakt rozwojowy z WWE i został przypisywany do rozwojowego brandu NXT miesiąc później. Zadebiutował podczas gali typu house show z 30 października, gdzie jako Biff Busick przegrał w Battle Royalu wygranym przez Bayley. 9 stycznia 2016 zadebiutował w singlowej walce występując pod prawdziwym nazwiskiem, lecz przegrał z Richem Swannem. 24 lutego zadebiutował w telewizji podczas odcinka tygodniówki NXT i przegrał z Apollo Crewsem. Zawalczył w Dark matchu przed emisją gali NXT TakeOver: Dallas przegrywając z Mannym Andrade. W czerwcu zaczął występować pod pseudonimem Oney Lorcan. 22 czerwca podczas odcinka NXT po raz pierwszy wygrał pokonując Tye'a Dillingera. 15 listopada podczas odcinka tygodniówki SmackDown Live zadebiutował w głównym rosterze federacji i przegrał z Kalisto. 14 grudnia podczas odcinka NXT przegrał z Bobbym Roodem o udział w czteroosobowej walce o miano pretendenta do tytułu NXT Championship. 4 kwietnia 2017 zawalczył i przegrał podczas tygodniówki 205 Live z Richem Swannem.

## Styl walki
- Finishery

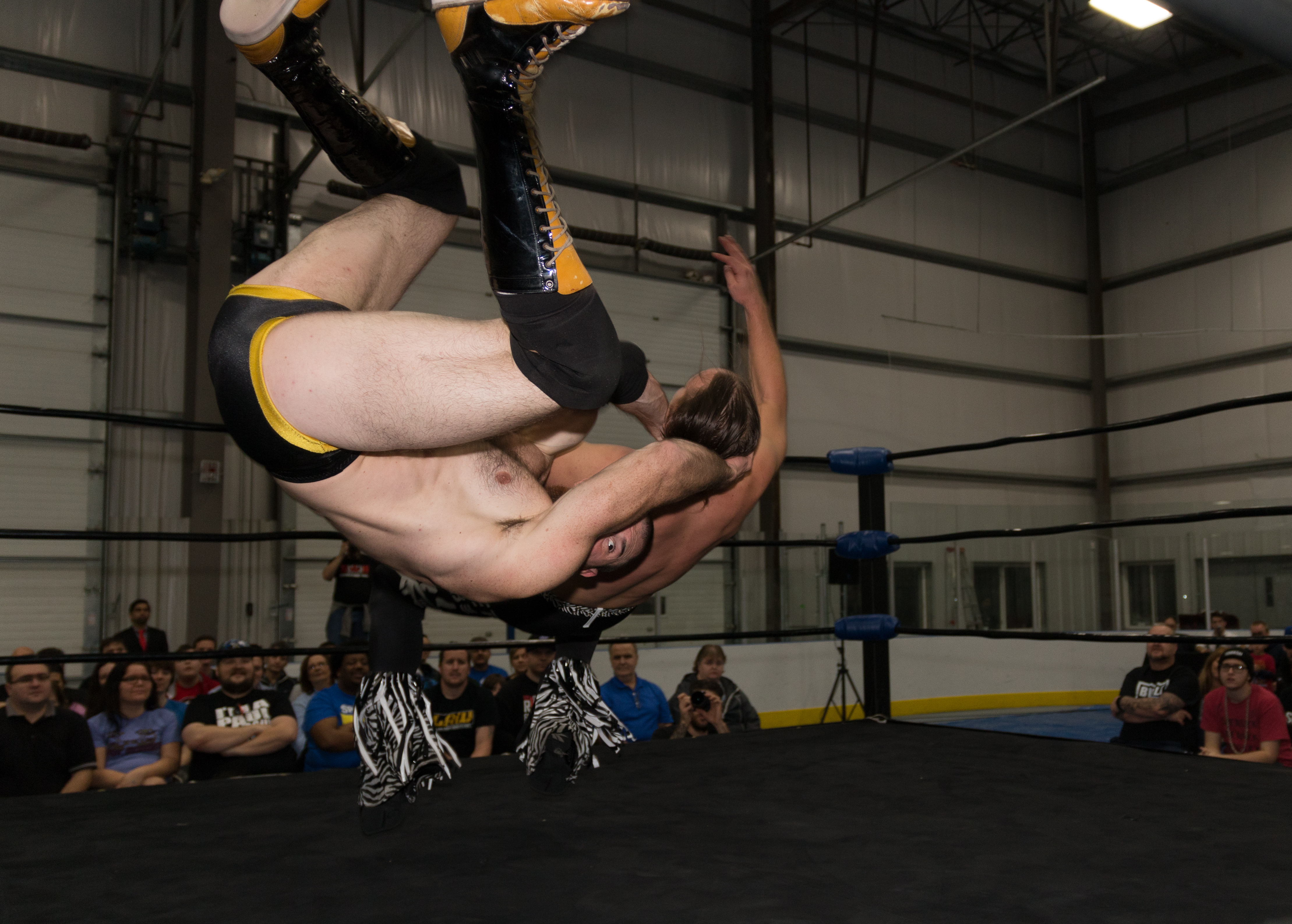
Busick wykonujący running somersault neckbreaker na Nicku Jacksonie.

  - Half and half suplex, czasem wykonywany z górnej liny[18]
  - Single leg Boston crab[19]

- Inne ruchy
  - Blockbuster (Diving somersault neckbreaker lub running somersault neckbreaker)
  - Lariat[18]
  - Neckbreaker[18]
  - Running back elbow w przeciwnika znajdującego się w narożniku[20]

- Przydomki
  - „The Boston Goblin”

- Motywy muzyczne
  - „Bro Hymn Tribute” ~ Pennywise (federacje niezależne)
  - „Take It If You Want It” ~ Sonoton Music (NXT; 24 lutego 2016)
  - „Combative” ~ CFO$ (NXT/WWE; od 22 czerwca 2016)

## Mistrzostwa i osiągnięcia
- Beyond Wrestling
  - Greatest Rivals Round Robin Tournament (2015)[21]
  - Tournament For Tomorrow 3:16 (2014) – z Drewem Gulakiem[22]

- Combat Zone Wrestling
  - CZW World Heavyweight Championship (1 raz)[23]

- Premier Wrestling Federation Northeast
  - PWF Northeast Lightning Cup Championship (1 raz)[24]

- Pro Wrestling Illustrated
  - PWI umieściło go w top 500 wrestlerów rankingu PWI 500[25]: 157. miejsce w 2014; 204. miejsce w 2015; 162. miejsce w 2016; 331. miejsce w 2017

- Top Rope Promotions
  - TRP Heavyweight Championship (1 raz)[26]
  - TRP Interstate Championship (1 raz)[27]
  - TRP Kowalski Cup Tournament (2013)

- Wrestling Is Respect
  - Quest to the Best (2013)[28]